# Prastoka
Prastoka (nep. प्रस्टोका) – gaun wikas samiti w środkowej części Nepalu w strefie Narajani w dystrykcie Bara. Według nepalskiego spisu powszechnego z 2001 roku liczył on 1174 gospodarstw domowych i 8248 mieszkańców (4012 kobiet i 4236 mężczyzn).